# Моцик Олександр Федорович
Олександр Федорович Моцик (нар. 3 травня 1955, Городець, Рівненська область, Українська РСР, СРСР) — український дипломат. Надзвичайний і Повноважний Посол України у Сполучених Штатах Америки (2010–2015).

## Освіта
У 1981 році закінчив Київський державний університет ім. Т. Г. Шевченка, факультет міжнародних відносин та міжнародного права, відділення міжнародного права; юрист-міжнародник, референт-перекладач англійської мови. 
Володіє англійською та польською мовами.

## Кар'єра
1981–1985 — третій секретар консульського відділу Міністерства закордонних справ України.
1985–1987 — третій, другий секретар відділу міжнародних організацій Міністерства закордонних справ України.
1987–1990 — другий, перший секретар відділу кадрів Міністерства закордонних справ України.
1990–1992 — перший секретар Договірно-правового відділу Міністерства закордонних справ України.
1992–1995 — другий, перший секретар, радник Постійного Представництва України при ООН, м. Нью-Йорк.
1995–1997 — начальник Договірно-правового управління Міністерства закордонних справ України.
1996–1997 — член Колегії Міністерства закордонних справ України.
1997–2001 — Надзвичайний і Повноважний Посол України у Турецькій Республіці.
2001–2003 — заступник Державного секретаря Міністерства закордонних справ України.
2003–2004 — заступник Міністра закордонних справ України.
1999–2004 — представник України при Організації Чорноморського Економічного Співробітництва (ОЧЕС) — за сумісництвом.
2004–2005 — перший заступник Міністра закордонних справ України з питань європейської інтеграції.
2005–2006 — перший заступник Державного секретаря України, Секретаріат Президента України.
2006–2010 — Надзвичайний і Повноважний Посол України в Республіці Польща.
З червня 2010 року  по квітень 2015 — Надзвичайний і Повноважний Посол України в Сполучених Штатах Америки.
З листопада 2010 року по квітень 2015 — Надзвичайний і Повноважний Посол України в Антигуа і Барбуда за сумісництвом.
З липня 2011 року по квітень 2015 — постійний спостерігач України при Організації Американських Держав.
З вересня 2011 року по квітень 2015 — Надзвичайний і Повноважний Посол України в Республіці Тринідад і Тобаго за сумісництвом.

## Професійна діяльність
1993 — доповідач Шостого (Юридичного) комітету 48-ї сесії Генеральної Асамблеї ООН.
1994–1995 — віце-голова Спеціального комітету ООН з розробки міжнародної конвенції з питань безпеки персоналу ООН і асоційованого з нею персоналу.
2002–2005 — національний координатор Організації Чорноморського Економічного Співробітництва (ОЧЕС).
2004–2005 — національний координатор ГУУАМ (регіональна економічна організація, до складу якої входять Грузія, Україна, Азербайджан та Молдова).
2004 — уповноважений України в Міжнародному суді ООН.

## Участь у міжнародних конференціях
1995–2005 — очолював ряд делегацій України на двосторонніх та багатосторонніх переговорах з іноземними державами, а також на міжнародних багатосторонніх форумах.
Зокрема, на переговорах з Російською Федерацією з питань громадянства, державного кордону, Азовського моря і Керченської протоки (включаючи острів Коса-Тузла), закордонної власності колишнього СРСР, з прикордонних питань та питань тимчасового перебування і функціонування Чорноморського флоту Російської Федерації на території України.
З Румунією на переговорах по договору про режим державного кордону та Угоді по делімітації континентального шельфу і економічної зони в Чорному морі (включаючи о. Зміїний).
З Молдовою на переговорах з питань Придністров'я.
З Угорщиною на переговорах щодо укладення Угоди про взаємні поїздки громадян.
З Туреччиною по Чорноморських протоках.
З Європейською Комісією на переговорах по реадмісії.
Як глава або член делегації України брав участь у переговорах з усіма іншими країнами-сусідами України з питань делімітації та демаркації державного кордону України.
Очолював ряд делегацій на сесіях органів ООН та інших міжнародних організацій.

## Публікації
Автор ряду наукових публікацій з питань міжнародного права і міжнародних відносин, зокрема, правонаступництва держав щодо державної власності, державних архівів і державних боргів, у галузі морського права, з питань ОЧЕС, ГУАМ, двосторонніх українсько-турецьких, українсько-польських відносин та українсько-американських відносин.

## Нагороди та відзнаки
- 2010 — Командорський хрест із зіркою Ордену заслуги Республіки Польща (Krzyż Komandorski z Gwiazdą Orderu Zasługi RP).
- 2006 — Орден «За заслуги» ІІ ступеня.[9]
- 2005 — «Орден Справедливості І ступеня» Міжнародної асоціації юристів (The Order of Justice of the I Degree of the World Jurist Association).
- 2004 — Почесна відзнака Міністерства закордонних справ України І ступеня за особливий внесок у розвиток української дипломатії і успішне забезпечення інтересів України на міжнародній арені.
- 2001 — Орден «За заслуги» ІІІ ступеня.
- 2009 — Почесна грамота Верховної Ради України.
- 2007 — Почесна грамота Кабінету Міністрів України.
- 2002 — переможець всеукраїнського конкурсу «Юрист Року» у номінації Юрист-дипломат.

### Ранги
- Надзвичайний і Повноважний Посол України (1999)
- Перший ранг державного службовця (2005)